# Gitta Jensen
Gitta Jensen (Dinamarca, 18 de julio de 1972) es una nadadora danesa retirada especializada en pruebas de estilo libre media distancia, donde consiguió ser medallista de bronce mundial en 1991 en los 4x200 metros estilo libre.

## Carrera deportiva
En el Campeonato Mundial de Natación de 1991 celebrado en Perth (Australia), ganó la medalla de bronce en los relevos de 4x200 metros estilo libre, con un tiempo de 8:07.97 segundos, tras Alemania (oro con 8:02.56 segundos) y Países Bajos (plata con 8:05.56 segundos).